# Айкаул
Айкау́л (укр. Айкаул, крымскотат. Ay Qavul, Ай Къавул) — исчезнувшее село в Первомайском районе Республики Крым, располагавшееся в центре района, в степной части Крыма, примерно в 5 километрах западнее современного села Сары-Баш.

### Динамика численности населения
| - 1806 год — 79 чел. - 1864 год — 74 чел. - 1889 год — 121 чел. - 1892 год — 72 чел. | - 1900 год — 141 чел. - 1915 год — 471/43 чел. - 1926 год — 162 чел. |

## История
Первое документальное упоминание села встречается в Камеральном Описании Крыма… 1784 года, судя по которому, в последний период Крымского ханства Ай Кудул входил в Самарчик кадылык Перекопского каймаканства. После присоединения Крыма к России (8) 19 апреля 1783 года, (8) 19 февраля 1784 года, именным указом Екатерины II сенату, на территории бывшего Крымского ханства была образована Таврическая область и деревня была приписана к Евпаторийскому уезду. После павловских реформ, с 1796 по 1802 год входила в Акмечетский уезд Новороссийской губернии. По новому административному делению, после создания 8 (20) октября 1802 года Таврической губернии, Айкаул был включён в состав Джелаирской волости Евпаторийского уезда.
По Ведомости о волостях и селениях, в Евпаторийском уезде с показанием числа дворов и душ… от 19 апреля 1806 года в деревне Айкул числилось 12 дворов, 68 крымских татар и 11 ясыров. На военно-топографической карте генерал-майора Мухина 1817 года деревня Айкугуль обозначена с 15 дворами. После реформы волостного деления 1829 года Айкаул, согласно «Ведомости о казённых волостях Таврической губернии 1829 года», отнесли к Атайской волости (переименованной из Джелаирской). На карте 1836 года в деревне Ай-Кул 22 двора, как и на карте 1842 года.
В 1860-х годах, после земской реформы Александра II, деревню приписали к Биюк-Асской волости. В «Списке населённых мест Таврической губернии по сведениям 1864 года», составленном по результатам VIII ревизии 1864 года, Айкаул — владельческая татарская деревня, с 6 дворами, 74 жителями и мечетью при колодцахъ. По обследованиям профессора А. Н. Козловского 1867 года, вода в колодцах деревни была пресная, а их глубина достигала 30—40 саженей «и более» (63—85 м). На трёхверстовой карте Шуберта 1865—1876 года в деревне Ай-Куль показано 28 дворов. В «Памятной книге Таврической губернии 1889 года», включившей результаты Х ревизии 1887 года, в деревне Ай-Кауль числились 22 двора и 121 житель. Согласно «…Памятной книжке Таврической губернии на 1892 год», в деревне Айкаул, входившей в Азгана-Карынский участок, было 72 жителя в 13 домохозяйствах.
Земская реформа 1890-х годов в Евпаторийском уезде прошла после 1892 года; в результате Айкаул приписали к Коджанбакской волости. По «…Памятной книжке Таврической губернии на 1900 год» в деревне, находящейся в частном владении, числился 141 житель в 13 дворах и было 2174 десятины частной земли и 333 — вакуфной. На 1914 год в селении действовала земская школа. По Статистическому справочнику Таврической губернии. Ч. II. Статистический очерк, выпуск пятый Евпаторийский уезд, 1915 год, в Коджамбакской волости Евпаторийского уезда числились пять посёлков Айкаул (под номерами от 1 до 5), все со смешанным населением, общим количеством дворов — 64 (все дворы с землёй), 471 человеком приписных жителей и 43 «посторонними», из которых 211 мужчин и 257 женщин. Жители владели 1857 десятинами удобной земли. В хозяйствах имелось 255 лошадей, 66 волов, 76 коров и 536 голов мелкого скота.
После установления в Крыму Советской власти, по постановлению Крымревкома от 8 января 1921 года № 206 «Об изменении административных границ» была упразднена волостная система и в составе Евпаторийского уезда был образован Бакальский район, в который включили село, а в 1922 году уезды получили название округов. 11 октября 1923 года, согласно постановлению ВЦИК, в административное деление Крымской АССР были внесены изменения, в результате которых округа были отменены, Бакальский район упразднён и село вошло в состав Евпаторийского района. Согласно Списку населённых пунктов Крымской АССР по Всесоюзной переписи 17 декабря 1926 года, село «Айкаул II и III», с 16 дворами и 73 жителями (71 русский,1 украинец и 1 белорус), как и село «Айкаул IV и V» — с 16 дворами и 77 жителями (68 русских и 9 белорусов), и хутор «Айкаул I» (4 двора, 12 русских жителей) входили в состав Айкаульского сельсовета Евпаторийского района, но какое из сёл было центром совета, из списка не ясно. Месторасположение номерных сёл неизвестно; видимо, они располагались рядом, поскольку на километровой карте Генштаба 1941 года значится уже один Айкаул. Постановлением ВЦИК РСФСР от 30 октября 1930 года был создан Фрайдорфский еврейский национальный район (переименованный указом Президиума Верховного Совета РСФСР № 621/6 от 14 декабря 1944 года в Новосёловский) (по другим данным 15 сентября 1931 года) и Айкаул включили в его состав. В последний раз в исторических документах селение встречается на двухкилометровке РККА 1942 года.